# Station Great Bentley
Great Bentley is een spoorwegstation van National Rail in Great Bentley, Tendring in Engeland. Het station is eigendom van Network Rail en wordt beheerd door Greater Anglia. 